# 社会团体
社會團體（英語：social group）是一个社会学的概念，通常指彼此互动的两个或更多的人构成的團體，且作为该團體的成员互相有着相对确定的期望和义务，團體成员内部存在一种被普遍认同的身份。按照此定义，社会本身即是一个大的社会團體，由无数个小型社会團體所构成。多指以文化、學術或公益性為主的非政府組織。人民組織社會團體與社會團體進行活動之自由權利，在現代法治國家，已被視為基本人權。例如中華民國憲法第14條即規定：「人民有集會及結社之自由。」
但在台灣法律上，凡是「以人為成員、基礎之組織體」，都常被簡稱為社團，亦為人民團體之統稱，而不著重於其組成目的是否有文化、學術或公益性質；社團若依民法或其他法律規定，而取得法人資格者，稱為「社團法人」，與「財團法人」（以財產為基礎之組織體）、「公法人」（依公法設立具行政或公共目的之法人）並為法人之一種而具有人格，得以享受權利或負擔義務。

## 團體类型
第一團體，是以亲密的亲属、家庭或朋友为基础组成的团体。他们之间具有强烈的情感纽带、持久的职业和持久的亲情。
第二團體，是以基本人口组成的团体, 成员关系更加的制度化、公众化。 他们之间有着很弱或者更少的感情纽带，并不是永久性的，当有着基本的目标或者面对面的关系就可以，但并非是必不可少的。例如：一家公司内的朋友團體。

## 各地的社會團體

### 中華民國
依《民法》第45條、第46條，社團依其性質可分為「營利社團法人」及「公益社團法人」兩類，前者即以營利為目的之社團，如公司、銀行等；後者則係以公益為目的之社團，如農會、漁會、工會等人民團體。另外，未取得法人格但有如同社團從事一定目的組織，法律學說亦有稱為「無權利能力社團」者，不具人格但因其極同社團法人之事實，固有需保護之必要，因此有主張類推適用社團相關規定者。
而依《人民團體法》的規定，社會團體屬于人民團體三種類型之一，指以推展文化、學術、醫療、衛生、宗教、慈善、體育、聯誼、社會服務或其他以公益為目的，由個人或團體組成之團體。同時依據該法之規定，人民團體的成立必須為成年且具權利能力的發起人、制定章程及登記。
中華民國社會團體數概況
| 年度 （民國紀年） | 86年 | 87年 | 88年 | 89年  | 101年 | 102年 |
| ----------------- | ---- | ---- | ---- | ----- | ----- | ----- |
| 單位個數          | 2668 | 2897 | 3279 | 11172 | 11750 | 12363 |

### 中华人民共和国
在中国大陆，根据1998年10月25日頒佈的《社会团体登记管理条例》的规定，社会团体指中国公民自愿组成，为实现会员共同意愿，按照其章程开展活动的非营利性社会组织。成立社会团体必須经其业务主管单位审查同意，必须同时接受登记管理机关（民政）、业务主管单位的监督；事实上，限制或者禁止政治性团体。字面含义上与國民政府之《人民團體法》定義的“人民團體”內涵基本相同，下列三類機搆組織不屬于社會團體：
- （一）参加中国人民政治协商会议的人民团体；
- （二）由国务院机构编制管理机关核定，并经国务院批准免于登记的团体；
- （三）机关、团体、企业事业单位内部经本单位批准成立、在本单位内部活动的团体。

除“社會團體”外以外還有民办非企业单位，對外国商会另有規定即《外国商会管理暂行规定》。國務院其他部門還有其他具體規定，如對科技类民办非企业单位有《科技类民办非企业单位登记审查与管理暂行办法》，對体育类民办非企业单位有《体育类民办非企业单位登记审查与管理暂行办法》。

### 香港
在香港成立的社會團體，均受到香港法例第151章《社團條例》約束。香港主權移交之前，新成立的政團需要向政府通知社團成立，其後臨時立法會通過修例，規定新成立的社團須在成立後1個月內，向社團事務主任申請註冊。有關申請表格須由3名幹事簽署，並須包括社團名稱及宗旨等資料。而申請社團註冊毋須繳費。

### 引用
1. ↑  http://www.legco.gov.hk/yr97-98/english/counmtg/floor/970614cd.doc （页面存档备份，存于） 1997年社團(修訂)條例草案及1997年公安(修訂)條例草案(會議過程正式紀錄)投票記錄.P.108-116
2. ↑  1997年社團（修訂）條例草案 （页面存档备份，存于）(臨時立法會)

## 外部連結
- 臨時立法會1997年社團(修訂)條例草案及1997年公安(修訂)條例草案(會議過程正式紀錄)投票記錄.P.108-116 （页面存档备份，存于）
- 1997年社團（修訂）條例草案 （页面存档备份，存于）(臨時立法會)